# Hosszúfarkú lappantyú
A hosszúfarkú lappantyú (Macropsalis forcipata) a madarak (Aves) osztályának a lappantyúalakúak (Caprimulgiformes) rendjéhez, ezen belül a lappantyúfélék (Caprimulgidae) családjához tartozó Macropsalis nem egyetlen faja.

## Előfordulása
Dél-Amerikában Argentína és Brazília területén honos. Erdők lakója.

## Megjelenése
A szélső kormánytollai majdnem háromszor olyan hosszúak, mint a teste, így összhossza eléri a 76 centimétert.

## Külső hivatkozások
- Képek az interneten az fajról